# 種痘所

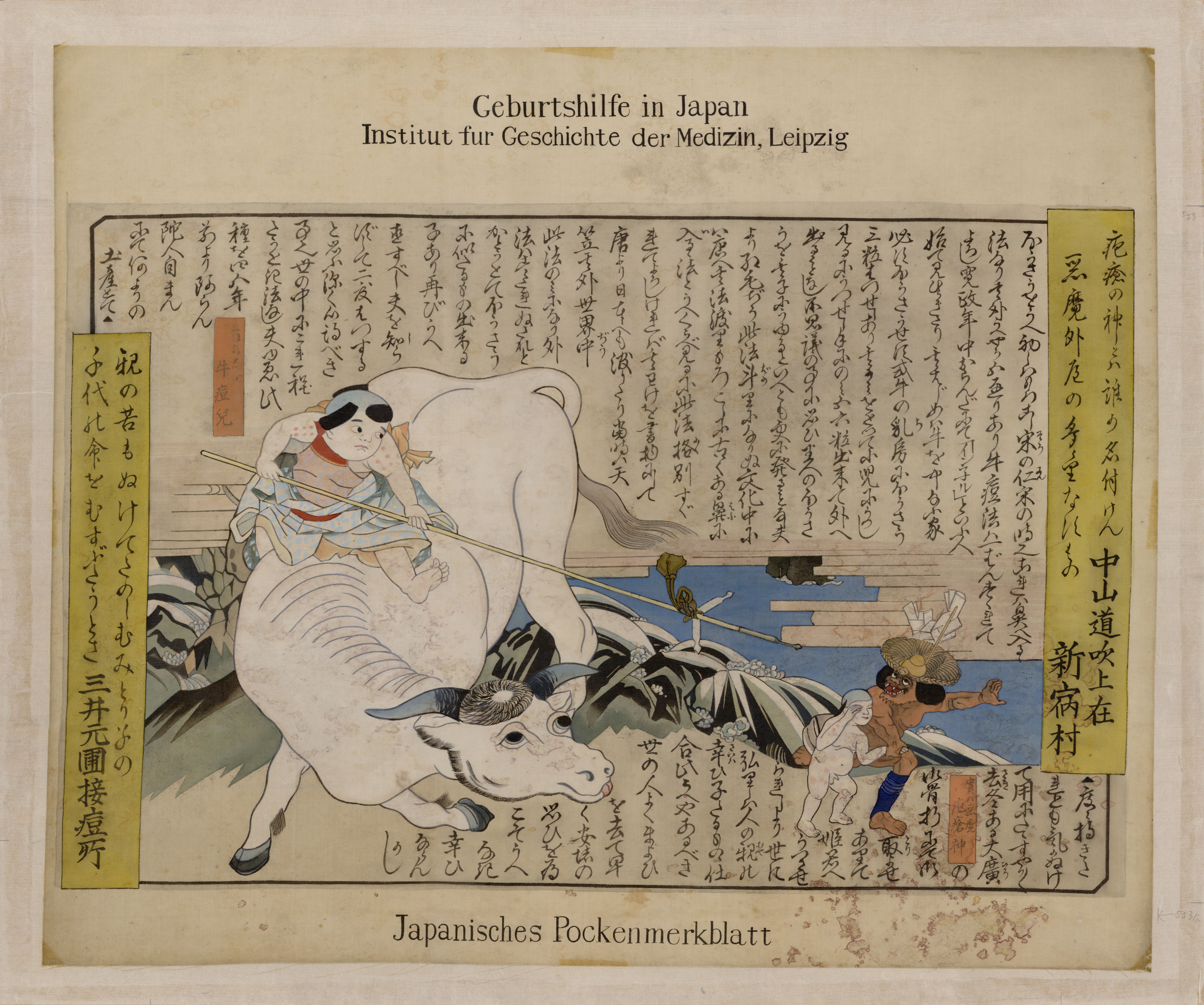
佐賀県立図書館蔵『種痘之図』。三井元圃種痘所発行

種痘所（しゅとうしょ）とは、日本の江戸時代末期において天然痘の予防及び治療を目的に設立された医療機関。特に1858年に伊東玄朴らによって開設された「お玉ヶ池種痘所」（東京大学医学部の前身・発祥の地とされる）が有名である。

## 歴史
日本初の種痘所は、1849年（嘉永2年）7月20日に長崎出島のオランダ商館医師オットー・モーニッケによって長崎に開設された。その効果の確実なこと、その副作用の少ないことにより、各地の医師の注目するところとなり、半年を経ないで全国各地（佐賀、京都、大坂、福井、群馬、山形など）に除痘館の開設をみるにいたった。

### 佐賀
佐賀藩では藩医の伊東玄朴の進言を採用し、痘苗の輸入をオランダ商館に依頼した。長崎で自身の子供に種痘を行った藩医の楢林宗建により、同年8月に長崎から佐賀藩領へ痘苗がもたらされた。佐賀藩では種痘事業を担当する引痘方が設けられ、医師の出張・宿泊費を藩が支給し無料で藩領に接種が開始された。並行して熟達した医師に医業免札を発行する制度が導入された。さらに10月に佐賀藩から江戸の佐賀藩邸に送られたことにより、関東、東北にも広まった。

### 京都
一方これとは別に、長崎の唐通詞頴川四郎八により同年9月に痘苗は京都へ送られ、日野鼎哉により10月16日「除痘館」が開設され、種痘が開始された。この噂を聞きつけた緒方洪庵が京都へ赴き交渉の末に入手。日野、笠原良策、緒方らにより11月7日に大阪にも「除痘館」が作られた。1860年（万延元年）、適塾の南へ移転。1850年（嘉永3年）、洪庵の郷里の備中国（岡山県）足守藩より要請があり、「足守除痘館」を開設。

### 福井
福井藩（福井県）出身の町医者であった笠原良策は、弘化3年に藩に対し痘苗入手の請願書を出したが、不採用となっていた。1848年（嘉永元年）12月に再度請願書を出し、藩主の松平春嶽はこれを採れて幕府に請願した。老中阿部正弘は長崎奉行大屋明啓にこれを伝達。長崎奉行からオランダ商館に要望が伝達された。あとは牛痘が届くだけとなっていた。モーニッケは嘉永元年の来日赴任の際に牛痘を持ち込むがこれは失敗し、前出のように翌年再度バタヴィアから持ち込まれこれは成功した。笠原は京都の日野の「除痘館」で種痘活動ののち、同年11月下旬、接種した子供とその親を引き連れ、雪深い栃ノ木峠を越えて故郷の越前国福井へ痘苗を持ち帰った。笠原は福井城下自宅の隣家にて、帰国した当日から種痘を開始した。また、接種と鑑定方法を熟知することを条件に越前国内の府中・鯖江・大野・敦賀、隣国加賀（石川県）の大聖寺・金沢・富山などへとそれぞれの医者に技術を伝えて分苗していった。福井藩は1851年（嘉永4年）10月、70名を超える藩医・町医・スタッフを組織した「除痘館」を開設した。  

### 群馬、山形
上野国（群馬県）舘林では長澤理玄が江戸に上り1849年（嘉永2年）に桑田立斎の弟子となり、1851年（嘉永4年）に種痘法を持ち帰ったが、藩主秋元志朝の命を受けてなお、皆は種痘を受けることを恐れた。理玄は普及を急き焦り、親の承諾も得ずに通りすがりの子供に施術するなどして益々反対派を増やしてしまった。  
翌年には藩飛び地の羽州漆山（山形県）へ赴き、同地でも種痘施術を行った。元々秋元家は同地から舘林に移されたばかりであり、山形では医師であった理玄の父の名声が高かったことがあり、種痘は普及した。また舘林では家老の岡谷瑳磨介が率先して自身の子供4人に受けさせた。この後、種痘に反対していた重臣の子供らは次々と天然痘に罹ったが、岡谷の子供らは大丈夫であった。以降、他の藩士や領民も種痘を受けるようになった。のち藩は岡谷の献策を入れ、理玄を中心とした大規模な医療施設を設けた。そこで種痘は継続され、さらに舘林藩は藩内の幼児全てに種痘を受けさせることを藩命により義務化した。  

### 江戸

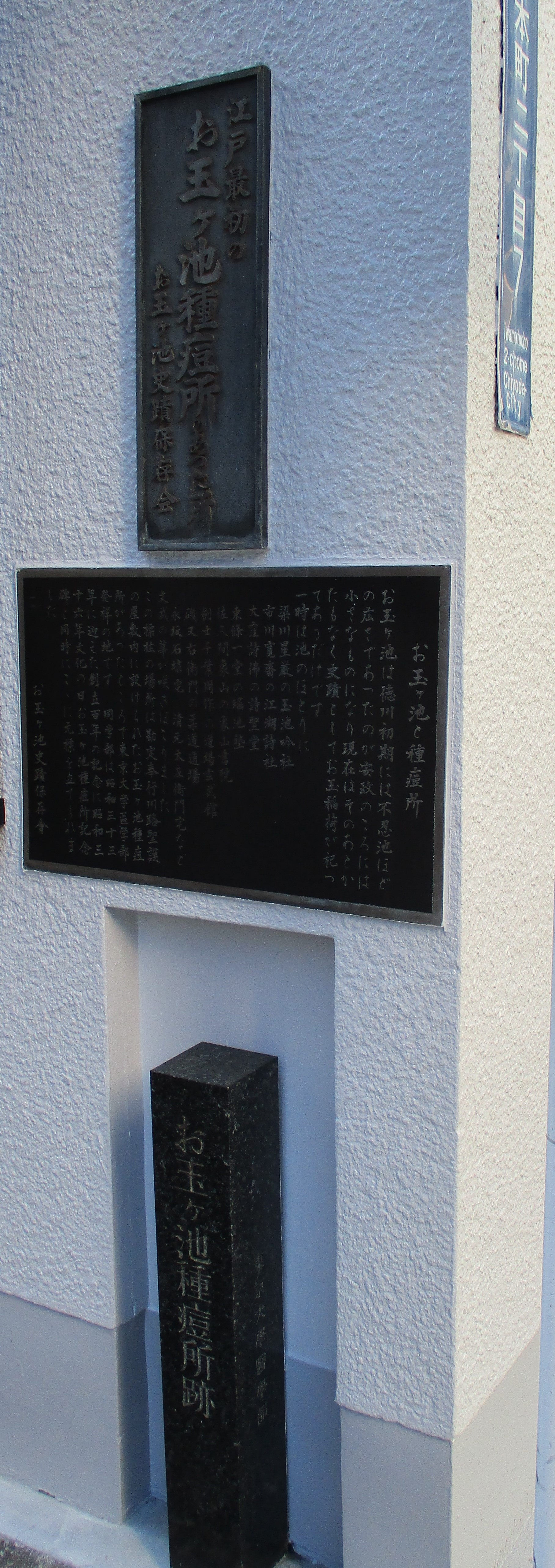
お玉が池種痘所の石碑

江戸では幕府の医育機関である医学館が牛痘法に反対の態度を固持し、1849年（嘉永2年）3月に、既得権益を守りたい漢方医らの働きかけから「蘭方医学禁止令」が布達された影響もあり、普及は遅れた。しかし年を経るにしたがって幕府といえども、牛痘法のすぐれた効果を否定するわけにはいかなくなった。1857年（安政4年）痘瘡の大流行にみまわれた蝦夷地に桑田立斎、深瀬洋春を派遣して、アイヌ人にたいして強制接種事業を行うようになったのである。江戸在住の蘭方医のあいだに、この機のがさず江戸にも除痘館を設立しようとする機運が生まれた。また、伊東玄朴・戸塚静海らの蘭方医が奥医師（幕府の医官）に登用されたことを契機として、1857年（安政4年）6月、下谷練塀小路の大槻俊斎宅に伊東玄朴、林洞海、箕作阮甫ら蘭方医10人および斎藤源蔵が集まり、会議が開かれた。箕作阮甫はプチャ―チン事件などでも知り合いであった、幕閣の開明派で勘定奉行であった川路聖謨を通して幕閣に働きかけ、また種痘所の計画用地として川路の神田於玉ヶ池の屋敷の一角を借りることとした。

### お玉ヶ池種痘所の開設
1858年（安政5年）1月、老中堀田正睦から許可が下り、伊東・戸塚・箕作・林洞海・石井宗謙・大槻俊斎・杉田玄端・手塚良仙・三宅艮斎ら蘭方医83名の資金拠出と西洋薬種商神崎屋源藏の援助により、あわせて580両あまりを建設資金として調達して、同年5月7日、神田松枝町（現・東京都千代田区神田岩本町2丁目）の川路聖謨の屋敷内に「お玉が池種痘所」が設立された。この種痘所は開設からわずか半年あまりの11月15日に神田相生町からはじまった大火によって焼失するが、和泉橋通御徒町の伊東玄朴宅と練塀小路の大槻俊斎宅を仮所として種痘は継続され、翌年9月に別な場所に再建された。この再建の際、三宅艮斎の依頼を受けた銚子の豪商濱口梧陵が建築資金として300両、機材代として400両という大金を寄贈している。
こうして全国に広まっていくと同時に、もぐりの牛痘種痘法者が現れ、緒方洪庵らは「除痘館」のみを国家公認の唯一の牛痘種痘法治療所として認められるよう奔走していた。1858年6月5日（安政5年4月24日）、洪庵の天然痘予防の活動を幕府が公認し、牛痘種痘は免許制とされた。また、1858年（安政5年）7月3日に蘭方解禁となった。ただし、西洋医学が正式に採用されるのは1868年（慶応4年、9月8日に改元して明治元年）3月7日の「西洋医術差許の御沙汰」からである。

### 西洋医学所と改称
再建後の種痘たいして、幕府は接種勧告を出すなどの援助をはかり、1860年（万延元年）幕府直轄とし大槻俊斎を頭取にしたが、牛痘接種法の拠点として出発した種痘所はこのころには蘭方医学の医育機関としての性格を兼ねそなえるようになっていた。1861年（文久元年）10月「西洋医学所」（東京大学医学部の前身）と改称し、種痘・解剖・教育の3科に分かれ種痘は一部門となる。大槻の死後、伊東玄朴らが緒方洪庵を推薦し、幕府の強い要請に応えて、緒方が大坂から東下し頭取に就任。緒方洪庵は、諸規則を定めようとするなどの努力をしたが、医育面ではきわめて不完全な状態で、1863年（文久3年）6月に急死した。

### 医学所と改称
1863年（文久3年）2月に「西洋」の二字をはぶいて単に「医学所」と改称。同年6月の緒方の死後、7月から松本良順が頭取助から頭取に昇格した。長崎でポンペの教えをうけた松本良順は、ポンペが長崎で行った教則にしたがい、物理、化学、解剖、生理、病理、内科、外科を「医学七科」として、系統的な教授法に則った教育が行われるようにした。毎週講義の後に試験を行い、それによって生徒を進級させた。教授職には松本良順（内科）、坪井芳州（薬剤学）、島村鼎甫（生理学）、石井信義（病理学）、桐原真節（解剖学）がおり、助教として足立寛（蘭学理化学）、田代一徳（蘭学数学）などがいた。

### 廃止、海陸軍病院と改称して復活
1867年（慶応3年）10月に徳川慶喜が大政奉還し12月に王政復古の大令が下り、幕府時代の一切の施設は全部打ち切り廃止となったために医学所も解散した。ところが、1868年（慶応4年）1月に鳥羽伏見の戦いが勃発して戦傷病者が多数出たので、良順は若干の学生を引き連れて治療に当たっていたが、3月、幕府は医学所を「海陸軍病院」と改称し良順を「歩兵頭格海陸軍病院頭取」に命じた。しかし、江戸城が開城され幕府の機能が停止したために、頭取の松本良順は旧幕府軍と共に奥州に去った。林洞海が頭取となって種痘は続けられたが、6月9日新政府に引き渡されて幕府の医学所はここに終末をつげた。

### 明治新政府による再開
明治新政府は6月26日に医学所を再開し、7月に薩摩藩の前田杏斎を取締役に任じ医学所の復興と経営にあたらせた。1874年（明治7年）8月18日には「医制布達」によって西洋医学へと舵が切られ医師免許制度が始まることになるが、医学所で育成された人材によって今日の東京大学医学部へと発展することになる。

## 種痘の普及
古西義麿氏は『緒方洪庵と大坂の除痘館』において小説（フィクション）を引用して館林では、種痘が受け入れられず、山形において普及して後に館林で受け入れられたとする。古西氏も同書で述べているようにこれは、過ちであり館林の郷土史・史料はすべて館林で普及し後に山形で普及したと記述されている。3部屋の長屋形式の種痘所が大規模な医療施設といえるか疑問である。 